# Lepidonotopodium williamsae
Lepidonotopodium williamsae är en ringmaskart som beskrevs av Pettibone 1984. Lepidonotopodium williamsae ingår i släktet Lepidonotopodium och familjen Polynoidae. Inga underarter finns listade i Catalogue of Life.